# غضروف هرمي
الغضروف الهرمي (بالإنجليزية: pyramidal cartilage)‏ أو الغضروف الطرجهالي (بالإنجليزية: Arytenoid cartilage)‏ أو الغضروفين الطرجهاليين، هما زوج من الغضاريف الهرمية ثلاثية الأوجه والتي تكوِّن جزءاً من الحنجرة والتي تشد إليها الأحبال الصوتية.

## أصل التسمية
سُمي بالغضروف الهرمي أيضا نظرا لشكله الذي يشبه الهرم.

### عند الإغريق
جاءت كلمة arytenoid من الإغريقية arytaina وتعني مغرفة وeidos وتعني شكل كون الغضروف ظهر لقدماء الإغريق مغرفي الشكل.

### عند العرب
وقد سمي أيضا بالغضروف الطرجهاري لأنه بدا لقدماء العرب على أنه يشبه كأس الشرب والتي عبروا عنها بالكلمة الفارسية طرجهارة. كما أسموه أيضا الغضروف الطرجهالي نظرا لشكله الذي شبهه العرب القدماء بالفنجان أو الطرجهارة والتي تعني في القاموس المحيط كأس الشرب والذي يشبه إلى حد ما فم الإبريق.

## الأسطح
- السطح الخلفي مثلث الشكل وناعم ومحدب، أما السطح الأمامي فهو خشن الملمس ويوجد عليه بالقرب من قمة الغضروف نتوء دائري.
- السطح الأوسط ضيق ناعم ومفلطح ومغطى بغشاء مخاطي.

## الوظيفة
يتحكمان في فتح وغلق الحنجرة أو فتح وغلق المزمار.

## صور إضافية

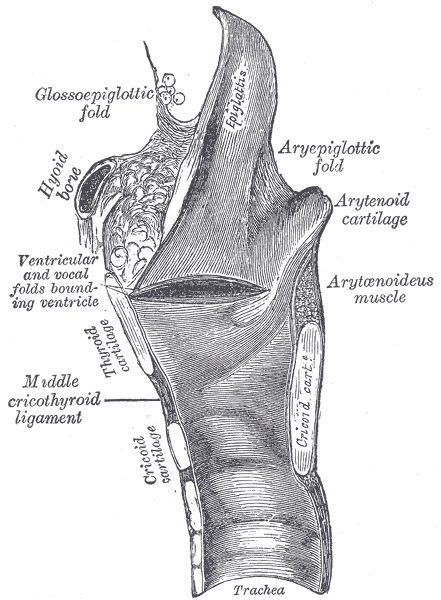
مقطع سهمي في الحنجرة والجزء العلوي من القصبة الهوائية.
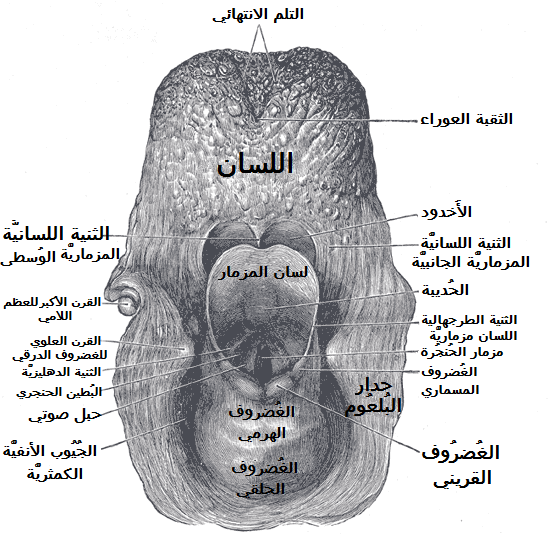
مدخل الحنجرة كما يظهر من الخلف.
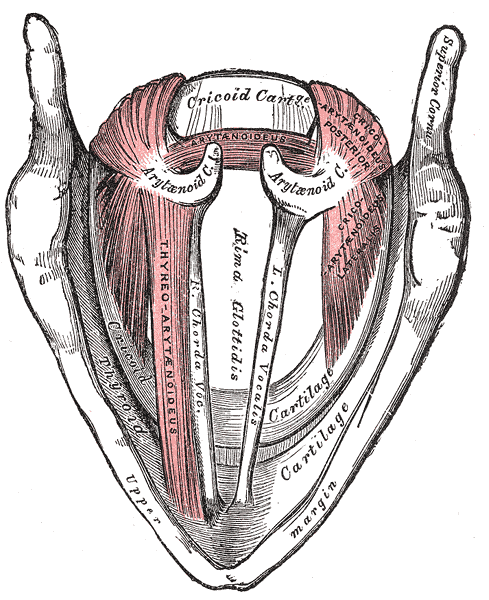
عضلات الحنجرة كما تٌرى من الأعلى.
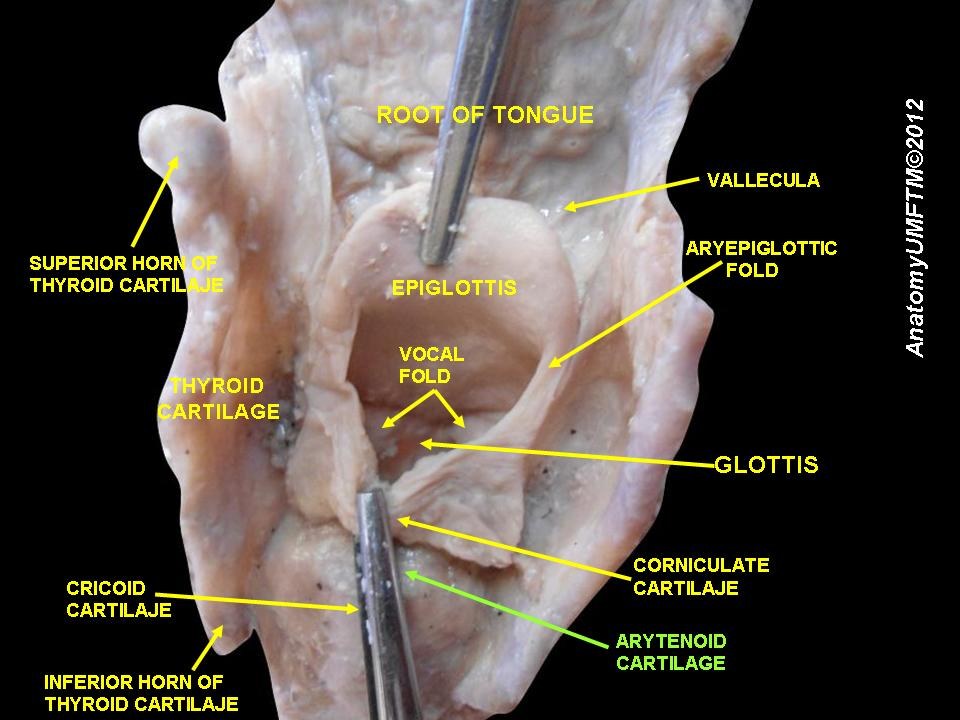
الغضروف الهرمي (الطرجهالي).
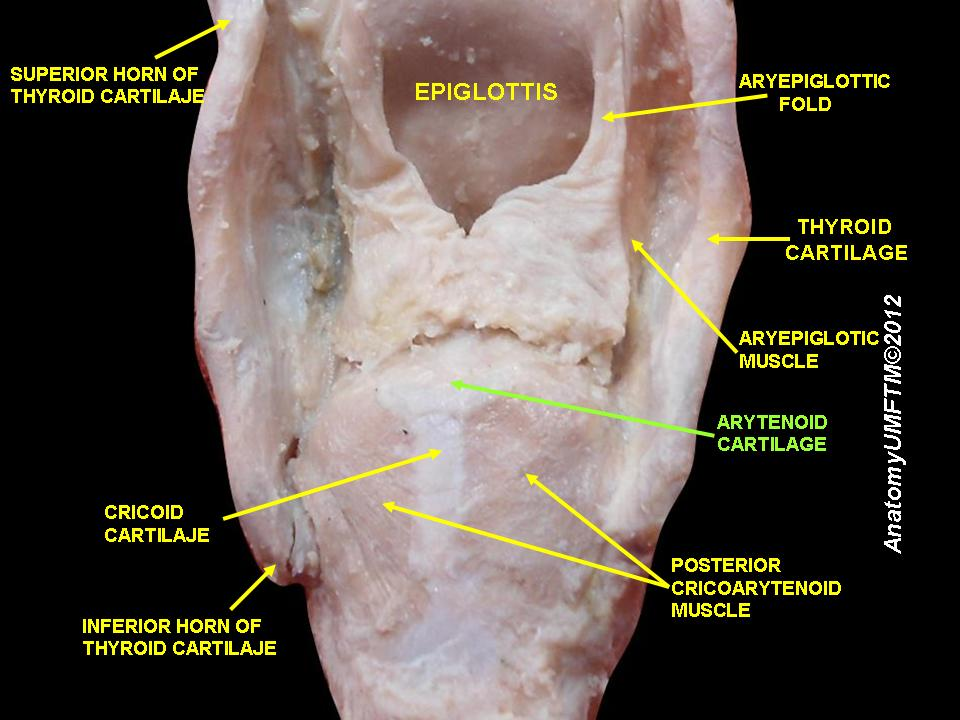
الغضروف الهرمي (الطرجهالي).

## روابط خارجية
- مجمع اللغة العربية الأردني.